# Буртиччя
Бурти́ччя — річка в Україні, в межах Бердянського району Запорізької області. Ліва притока Кільтиччі (басейн Азовського моря).

## Опис
Довжина 25 км, площа водозбірного басейну 166 км². Похил річки 5,3 м/км. Долина завширшки 1,5 км, завглибшки до 30 м. Річище завширшки до 5 м. Живлення снігове та дощове (на весну припадає 85—90% річного стоку). У межень (літо/осінь) Буртиччя пересихає. Замерзає у грудні, скресає на початку березня. Стік частково зарегульований ставками. Використовується на потреби рибництва та водопостачання.

## Розташування
Буртиччя бере початок біля на захід від села Берестове. Тече в межах Приазовської височинини переважно на південь, у пониззі — на південний захід. Впадає до Кільтиччі біля південної околиці села Софіївки.